# Godsejeren
Godsejeren er en dansk stumfilm fra 1919, der er instrueret af Lau Lauritzen Sr. efter manuskript af Valdemar Andersen.

## Handling
Denne artikel mangler et handlingsreferat. Hjælp os med at skrive det.

## Medvirkende
- Carl Alstrup - Billie Back
- Oscar Stribolt - James Sullivan
- Gudrun Houlberg - Ellinor, James' datter
- Kate Fabian - Ellinors selskabsdame
- Lauritz Olsen - Sullivans privatsekretær
- Betzy Kofoed